# Kinect Sports
Kinect Sports est un jeu vidéo de sport développé par Rare et édité par Microsoft Games Studios sur Xbox 360. Il est sorti en novembre 2010 lors du lancement du périphérique Kinect avec lequel il est compatible.
Le jeu est semblable à Wii Sports sorti sur Wii en 2006, et Sports Champions, disponible sur PlayStation 3 depuis le 15 septembre 2010. Il propose de prendre part à plusieurs activités sportives, notamment du beach-volley, du football, du ping-pong, de la boxe, du bowling et de l'athlétisme. Le jeu est sorti le 4 novembre 2010 aux États-Unis, et le 10 novembre 2010 en France.
Une suite reprenant le même principe, Kinect Sports Saison 2, est sortie en octobre 2011.